# Buthus mariefranceae
Buthus mariefranceae es una especie de escorpión del género Buthus, familia Buthidae. Fue descrita científicamente por Lourenço en 2003.
Se distribuye por Marruecos. La especie se mantiene activa durante los meses de marzo, mayo y septiembre. Mide aproximadamente 45,4-47,1 milímetros de longitud.